# نصیرالدین (دهانه)
نصیرالدین یک دهانه برخوردی در ماه‌ است. این دهانه به افتخار خواجه نصیرالدین طوسی، نام‌گذاری شده است.

## دهانه‌های اقماری
این دهانه ۱ دهانه اقماری دارد.
| نصیرالدین | عرض جغرافیایی | طول جغرافیایی | قطر         |
| --------- | ------------- | ------------- | ----------- |
| B         | ۳۹.۴° S       | ۱.۱° W        | ۹.۰ کیلومتر |